# Metropolija Gorica
Metropolija Gorica (italijansko Sede metropolitana di Gorizia) je ena izmed metropolij rimskokatoliške cerkve v Italiji, katere sedež je v Gorici.
Trenutni metropolit je msgr. Carlo Roberto Maria Redaelli, ki je junija 2012 nasledil Dina de Antonija.

## Zgodovina
Metropolija Gorica je bila ustanovljena 30. septembra 1986, ko je takratna nadškofija Gorica dobila metropolijske dolžnosti.

## Škofje
Glejte glavni članek Seznam nadškofov Gorice.

## Organizacija
Metropolijo Gorica sestavljajo:
- nadškofija Gorica
- škofija Trst

Metropolija zajema površino 1.164 km², na kateri se nahaja 150? župnij.